# 飲食男女 (雜誌)
《飲食男女》（1997年7月18日—2021年6月23日）由香港上市公司壹傳媒（前稱百樂門出版）之大股東黎智英所收購，現為壹傳媒旗下全資擁有的附屬公司，主要內容包括飲食、旅遊、環保及專欄，例如食肆介紹及特色飲食，世界各地旅遊專題等。2015年7月20日，壹傳媒管理層開會後，決定由8月16日起，《壹週刊》、《飲食男女》及《Me!》將合併出版。
有些人認為《飲食男女》部份內容有廣告宣傳成份，唯如同其他一眾商業性雜誌，通常含有很多相關行業之廣告，特別以放題餐廳為主。 因羅致著名食家為專欄作者 以及很多飲食資訊，吸引不少香港以及外地讀者。
《飲食男女》封面雖然列出「出版時間」為逢星期四，但通常前一天（星期三），市面已經有售。

## 沿革
《飲食男女》初期隨壹傳媒旗下獨立發售的《蘋果日報》附送，後於2000年獨立發售，唯銷量下滑，故於2001年曾短暫停刊。
2002年1月開始又再與《忽然1周》雜誌合併出售。
2006年12月起，《飲食男女》和《忽然1週》開始和該集團新推出的女性銷費雜誌《Me!》一起發售。
2013年開始，《飲食男女》推出智能手機應用程式業務，內容包括文字及短片，介紹餐廳、食譜及旅遊資訊。
2015年8月16日起，《忽然1週》停刊，《飲食男女》及《Me!》與《壹週刊》一起發售。
2016年5月中，《Me!》停刊，《飲食男女》繼續與《壹週刊》一起發售。
2017年7月27日，《飲食男女》宣佈出版8月3日最後一期印刷版雜誌後，結束紙本經營，轉為數碼雜誌。
2021年6月21日，《飲食男女》在facebook專頁宣佈會陪大家到最後，“多謝各位餓底嘅關心同支持！ ”23日，正式停刊。

## 雜誌欄目（2016年為例）
- What's New
- 年輕有夢
- 主題飲食（即封面故事）
- 飲食熱話
- 名牌世界
- 漫味世界
- 特技廚房
- 綠色生活
- 老字號

## 專欄作者（2015年為例）
- 著名食家大師姐
- 廣告人畢明
- 餐廳業界人士葉一南
- 飲食名人蘇施黃
- 文化評論人梁文道
- 餐廳總廚﹑食譜作者Ricky Cheung
- 秀英海味雜貨少東、湯水專家Natalie

## 外部連結
- 飲食男女網站 （页面存档备份，存于）
- 飲食男女的Facebook專頁
- 飲食男女的Instagram帳戶